# Daniel Šváby
Daniel Šváby (ur. 9 września 1951 w Koszycach) – słowacki prawnik, sędzia Trybunału Sprawiedliwości Unii Europejskiej.

## Życiorys
Ukończył studia prawnicze na Uniwersytecie Komeńskiego w Bratysławie w 1975, a w 1980 uzyskał na tej uczelni doktorat. Od 1978 do 1992 był sędzią w sądach w Bratysławie. Od 1993 do 1999 był członkiem Europejskiej Komisji Praw Człowieka w Strasburgu. W 1999 był tymczasowym sędzią Sądu Najwyższego Słowacji (w sekcji rozpoznającej sprawy z zakresu prawa handlowego). Od 2000 do 2004 był sędzią Sądu Konstytucyjnego Słowacji.
12 maja 2004, po wstąpieniu Słowacji do Unii Europejskiej, został powołany w skład unijnego Sądu Pierwszej Instancji. Pełnił tę funkcję do 6 października 2009, a od 7 października 2009 jest sędzią
Europejskiego Trybunału Sprawiedliwości.

## Wybrane publikacje
- La jurisprudence de la Commission en matière d´environnement, w: The Birth of European Human Rights Law (Liber Amicorum Carl Aage Norgaard), Baden-Baden, Nomos, 1998
- Protection of human rights and fundamental freedoms in the European area (współautor), w zbiorze: Európske právo na Slovensku, Právny rozmer členstva Slovenskej republiky v Európskej únii, Nadácia Kaligram 2002
- Informations on the EU judicial system: Namiesto úvodu, w: Občiansky súdny poriadok, Komentár, tom I, Jaroslav Krajčo (red.), Eurounion 2006
- Prohibition of discrimination in the EU, w: Prohibition of discrimination in the Slovak and European law; A manual for judges, Slovak National Centre for Human Rights, 2006